# Blasieholmen

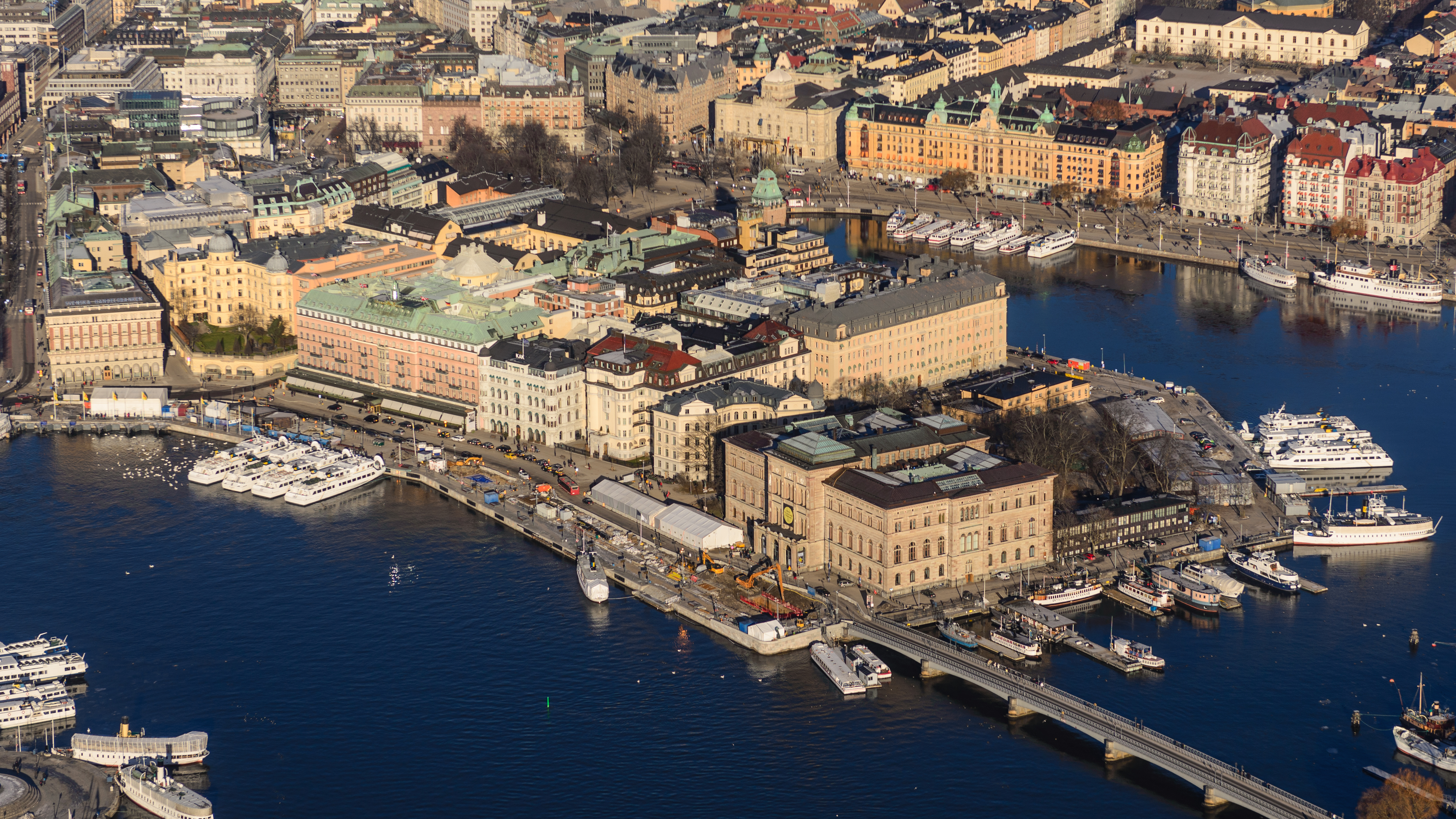
Widok z lotu ptaka - na pierwszym planie Nationalmuseum, od tyłu zatoczka Nybroviken

Blasieholmen – półwysep w Sztokholmie, znajdujący się na południe od Nybroplan, rozciągający się na kierunku południowo-wschodnim. Granicę jego nasady stanowi Arsenalsgatan, od północnego wschodu opływa go zatoczka Nybroviken. 
Nazwa pochodzi od nazwiska bogatego kupca sztokholmskiego, który już około 1600 posiadał tu kilka domów. Na południowym skraju cypla znajduje się Nationalmuseum (szwedzka narodowa galeria sztuki) wybudowane w 1865 w stylu neorenesansowym. Obok stoi grupa rzeźbiarska Bältespännaren (Walczący na noże) postawiona przez Molina w 1859 (staronordycki pojedynek dwóch przeciwników). Grupie towarzyszą rzeźby Chłopiec i żółw (1879) oraz Bracia (1888). Na narożniku Stallagatan i Blasieholmshamnen wznoszą się gmachy Szwedzkiej Królewskiej Akademii Muzycznej z 1877.